# Кубок наций ОФК
Кубок наций ОФК — футбольное соревнование среди сборных, проходящее под эгидой Конфедерации футбола Океании раз в 4 года (с 2004 г.). С 1 января 2006 года Австралия стала членом Азиатской конфедерации футбола, и больше не принимает участие в этом турнире. Несколько раз победитель кубка ОФК получал путевку в стыковые матчи на попадание на Чемпионат мира по футболу, то есть отборочный этап к чемпионату мира и кубок наций ОФК был одним и тем же турниром. В 2012 году функцию одного из этапов отборочного турнира ЧМ выполнял лишь групповой турнир Кубка наций.

## Результаты
| Год        | Место проведения              | Финальная игра                  | Финальная игра                  | Финальная игра                  | матч за 3-е место                  | матч за 3-е место                               | матч за 3-е место               |
| Год        | Место проведения              | Победитель                      | Счет                            | 2-е место                       | 3-е место                          | Счет                                            | 4-е место                       |
| ---------- | ----------------------------- | ------------------------------- | ------------------------------- | ------------------------------- | ---------------------------------- | ----------------------------------------------- | ------------------------------- |
| 1973 Обзор | Новая Зеландия                | Новая Зеландия                  | 2 — 0                           | Таити                           | Новая Каледония                    | 2 — 1                                           | Новые Гебриды                   |
| 1980 Обзор | Новая Каледония               | Австралия 1                     | 4 — 2                           | Таити                           | Новая Каледония                    | 2 — 1                                           | Фиджи                           |
| 1996 Обзор | Различные страны 2            | Австралия 1                     | 6 — 0 5 — 0                     | Таити                           | Новая Зеландия Соломоновы Острова  | Не проводился. Обе команды поделили 3-4-е места |                                 |
| 1998 Обзор | Австралия                     | Новая Зеландия                  | 2 — 0                           | Австралия 1                     | Фиджи                              | 4 — 2                                           | Таити                           |
| 2000 Обзор | Французская Полинезия (Таити) | Австралия 1                     | 2 — 0                           | Новая Зеландия                  | Соломоновы Острова                 | 2 — 1                                           | Вануату                         |
| 2002 Обзор | Новая Зеландия                | Новая Зеландия                  | 1 — 0                           | Австралия 1                     | Таити                              | 1 — 0                                           | Вануату                         |
| 2004 Обзор | Австралия                     | Австралия 1                     | 5 — 1 6 — 0                     | Соломоновы Острова              | Новая Зеландия                     | 3 — 0 в группе                                  | Фиджи                           |
| 2008 Обзор | Различные страны 3            | Новая Зеландия                  | 3 — 0 в группе                  | Новая Каледония                 | Фиджи                              | 2 — 0 в группе                                  | Вануату                         |
| 2012 Обзор | Соломоновы Острова            | Таити                           | 1 — 0                           | Новая Каледония                 | Новая Зеландия                     | 4 — 3                                           | Соломоновы Острова              |
| 2016 Обзор | Папуа — Новая Гвинея          | Новая Зеландия                  | 0 — 0 (пен. 4 — 2)              | Папуа — Новая Гвинея            | Новая Каледония Соломоновы Острова | Не проводился. Обе команды поделили 3-4-е места |                                 |
| 2020 Обзор | Новая Зеландия                | Отменён из-за пандемии COVID-19 | Отменён из-за пандемии COVID-19 | Отменён из-за пандемии COVID-19 | Отменён из-за пандемии COVID-19    | Отменён из-за пандемии COVID-19                 | Отменён из-за пандемии COVID-19 |
| 2024 Обзор | Вануату                       | Новая Зеландия                  | 3 - 0                           | Вануату                         | Таити                              | 2 - 1                                           | Фиджи                           |

## Победы
| 6 | Новая Зеландия | 1973, 1998, 2002, 2008, 2016, 2024 |
| 4 | Австралия      | 1980, 1996, 2000, 2004             |
| 1 | Таити          | 2012                               |